# Граматологија
Граматологија (грч. γραμμα-слово) је наука која се бави изучавањем настанка, врстама и развојем писама. Овај назив је утемељен међу европским проучаваоцима ове тематике мада не постоји општеприхваћени и у целом свету јединствен назив.
Поред овога граматологија се бави и дешифровањем старих писама, па се издвајају дисциплине сумерологија, египтологија, семитологија и сличне.
У зависности од материјала на којима се проналазе писма постоје две дисциплине. 
- Епиграфика се бави писаним споменицима на тврдим материјалима као што су камен, метал и керамика.
- Палеографија се бави писаним споменицима на меким метеријалима као што су папирус, пергамент, тканина и папир.

Проучавањем настанка и развоја штампаних облика писама се бави палеотипија.

## Хронологија
Научно објашњење редоследа настанка и трајања писма је први установио и класификовао Игнације Гелб 1952. године. Према њему постоји 7 система писама:
1. Сумерски систем клинастог писма у Месопотамији (настао око 3100. године п. н. е.)
2. Египатски систем писма - хијероглифско, хијератско и демотско (настао око 3000. године п. н. е.)
3. Протоеламитски систем писма у Еламу - у доњем току реке Тигар (настао између 3000 и 2200. године п. н. е.)
4. Протоиндијски систем писма - у долини Нила (настао између 2000. године п. н. е.)
5. Критски систем писма (настао између 2000 и 1200. године п. н. е.)
6. Хетитско писмо, хијероглифи (настало око 1600. године п. н. е.)
7. Кинески систем писма (настао око 1300. године п. н. е.)

После проналаска винчанског писма је дошло до померања историјских граница појаве писма, па се као прво наводи винчанско писмо и настанак се смешта између 5300 и 3200 година п. н. е.

## Помоћне науке и дисциплине
- Латинска палеографија - помоћна историјска наука која се бави изучавањем латинског писма
- Словенска палеографија - помоћна историјска наука која се бави изучавањем настанка и развоја глагољице и ћирилице
- Ћириличка палеографија